# Takachihonomine
Le Takachihonomine (高千穂峰, littéralement « sommet de Takachiho », un bourg proche de la montagne) est un volcan des monts Kirishima. Son sommet culmine à 1 574 mètres d'altitude sur la préfecture de Miyazaki, à proximité de celle de Kagoshima.
Les pentes du volcan s'étendent sur la commune de Kobayashi, Takaharu et Miyakonojō de la préfecture de Miyazaki et celle de Kirishima dans la préfecture de Kagoshima.